# Borough of Woking
Borough of Woking är ett distrikt (motsvarande kommun) i grevskapet Surrey i England, Storbritannien. Distriktet har 104 179 invånare (2022). Det består av staden Woking.